# Storia dell'ingegneria
La storia dell'ingegneria è stata contrassegnata da momenti di particolare sviluppo, che è stato accelerato sia dalle necessità dell'industria bellica sia dalla nascita di veri e propri "geni", portatori di innumerevoli invenzioni; tra tali geni del passato spiccano ad esempio Leonardo da Vinci, James Watt, Benjamin Franklin, Alessandro Volta, Thomas Edison e Nikola Tesla.
Oltre alle abilità dei singoli ingegneri, di particolare importanza per la storia dell'ingegneria è l'ambiente culturale dove tali ingegneri hanno operato: ad esempio le grandi civiltà del passato (Antico Egitto, Antica Grecia, Impero romano) hanno dato un forte impulso allo sviluppo tecnologico della loro epoca. Sussiste inoltre un forte legame tra la storia della scienza e la storia dell'ingegneria: infatti le invenzioni e le altre opere di ingegneria sono spesso una diretta conseguenza delle scoperte svolte in ambito scientifico.
In alcuni casi gli stessi ingegneri hanno avuto il duplice ruolo di scienziati e di inventori; successivamente all'invenzione, altri ingegneri possono avere partecipato alla costruzione e alla successiva commercializzazione di un ritrovato tecnologico, dunque non è sempre possibile identificare con certezza la mente dalla quale l'invenzione ha avuto origine e il processo attraverso il quale si è materializzata.

## Periodo antico (3500 a.C.-250 d.C.)
Tra le prime opere di ingegneria del passato si ricorda la ruota da vasaio, la cui invenzione risale intorno al 3500 a.C. A tale invenzione seguirono la prima diga, costruita a Helwan (in Egitto) nel 2800 a.C. e le piramidi dell'Antico Egitto, tra cui le piramidi a gradoni di Saqqara del faraone Djoser del 2625 a.C. (progettate da Imhotep, il primo ingegnere sul quale si abbiano notizie storiche) e la Piramide di Cheope a Giza (2530 a.C.), la quale mantenne il primato della costruzione più elevata fino al XIX secolo. Allo stesso periodo risale la costruzione del sito di Stonehenge (2500 a.C.), che presumibilmente fu utilizzato come osservatorio astronomico e la città di Mohenjo-Daro (2500 a.C.), che fu la prima città a essere provvista di una rete di smaltimento delle acque. Intorno al 2100 a.C. incominciò la costruzione dello Ziggurat di Ur, un tempio dedicato al Dio della Luna Nanna.

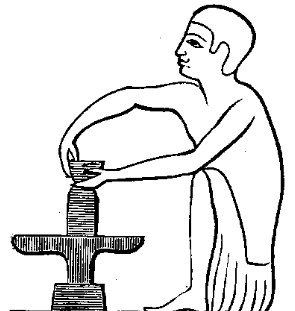
Ruota da vasaio (3500 a.C.)
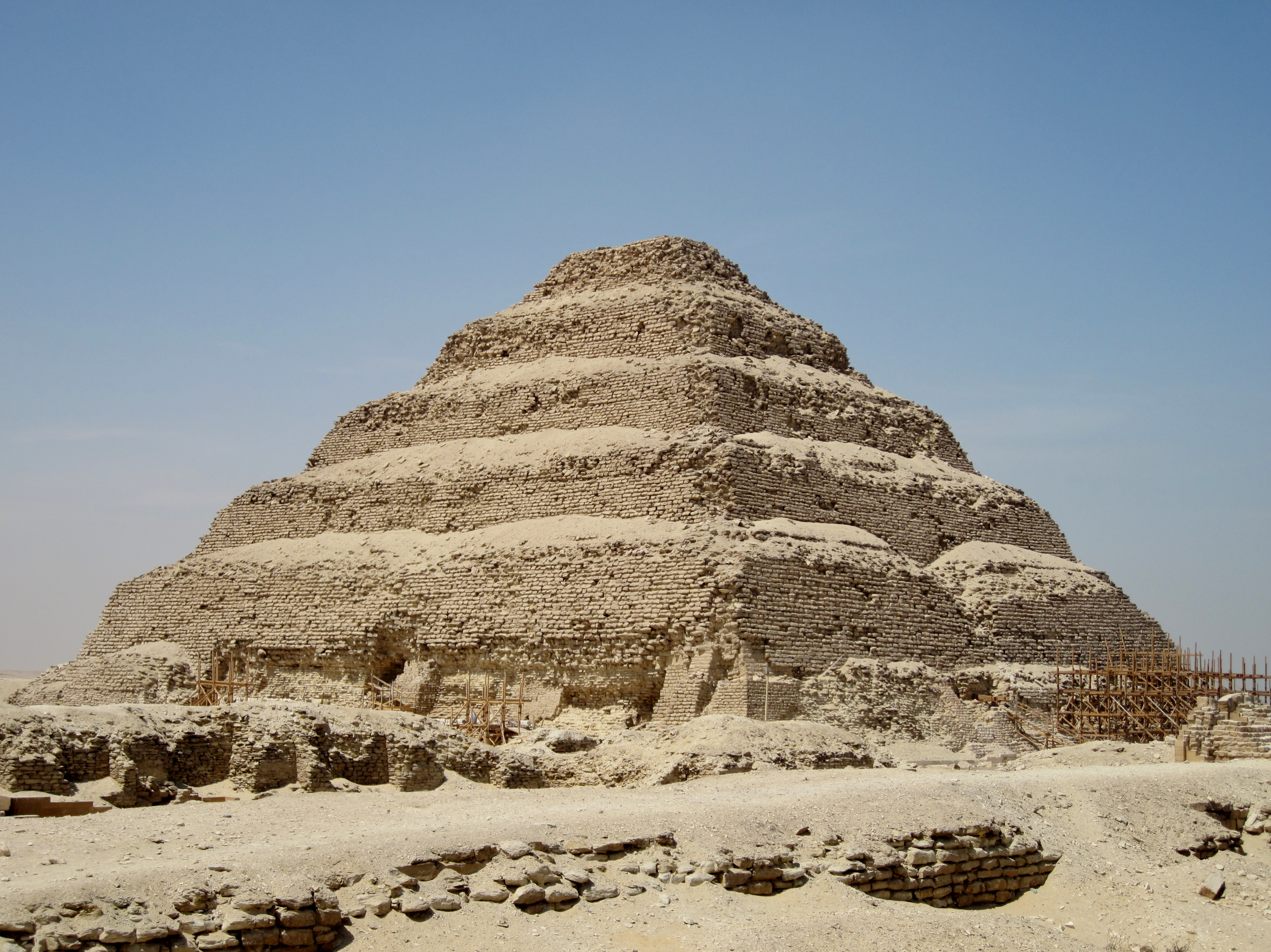
Piramide a gradoni di Djoser, Saqqara (2625 a.C.)
Vista in sezione della Piramide di Cheope, Giza (2530 a.C.)
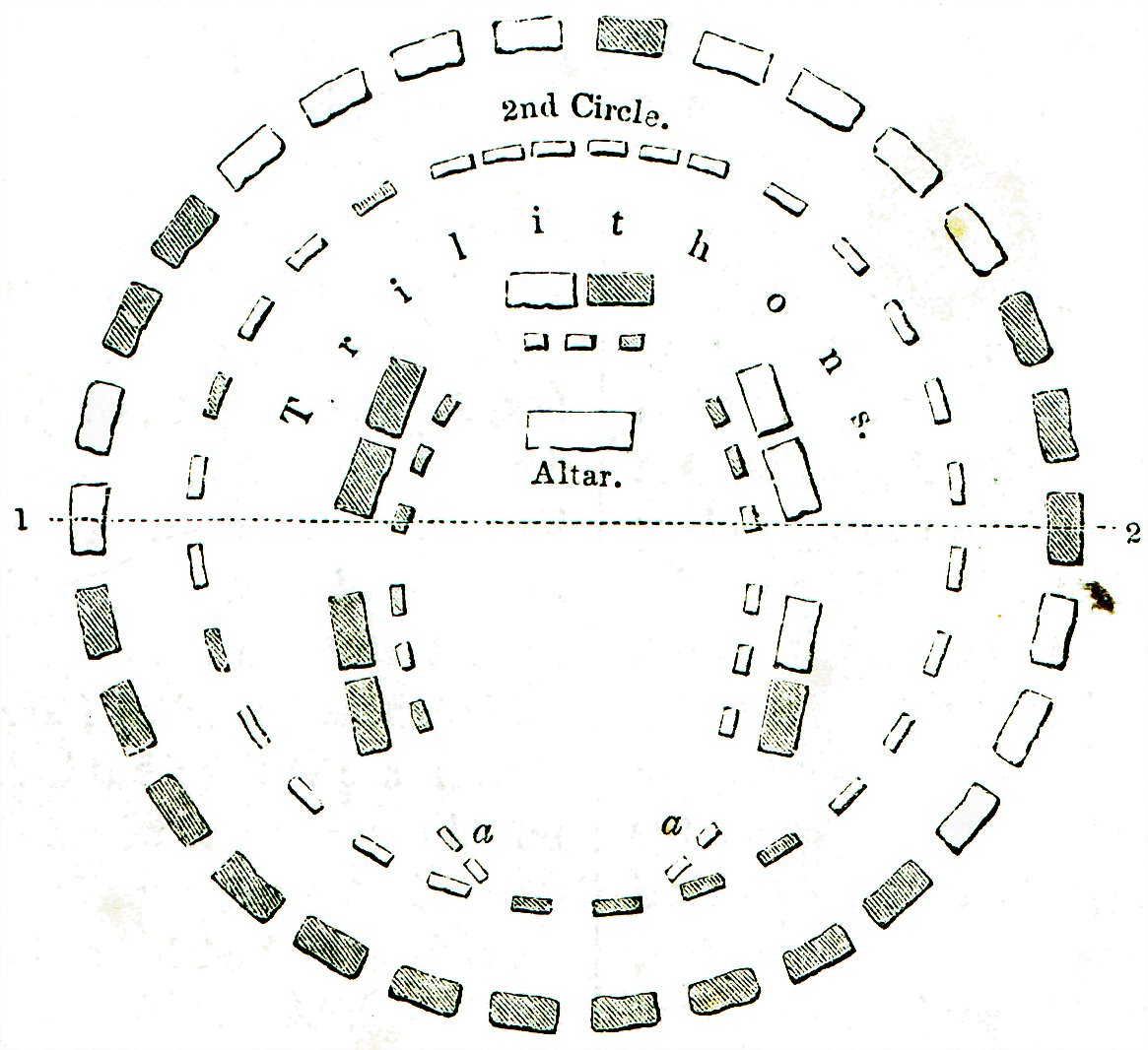
Ricostruzione della pianta di Stonehenge (2500 a.C.)
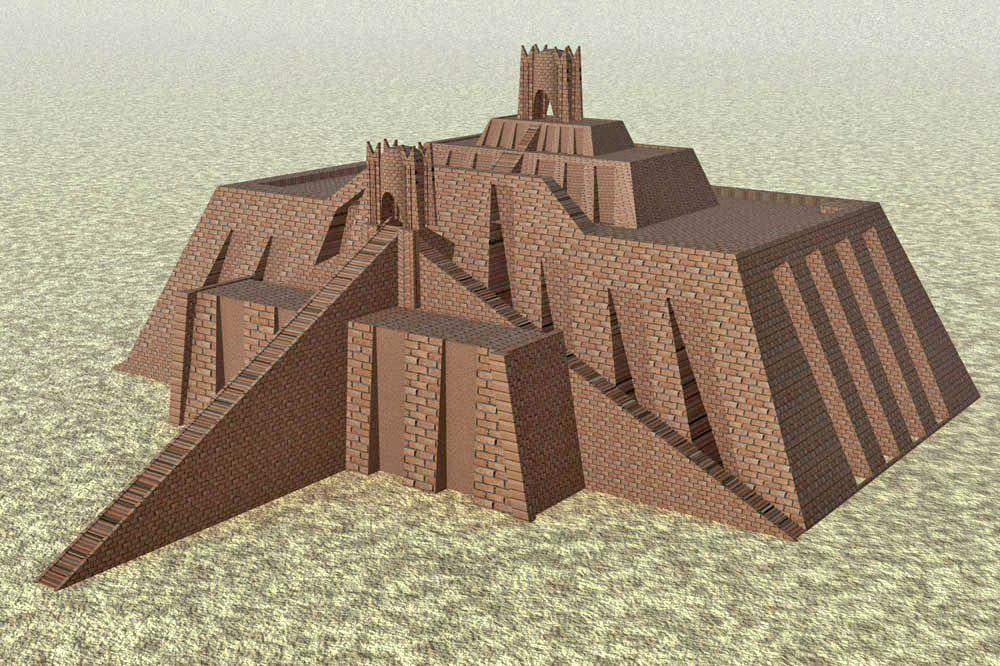
Ricostruzione dello Ziggurat di Ur (2100 a.C.)

Nel 1700 a.C. fu incominciata la costruzione del palazzo di Cnosso, che ispirò la leggenda del Labirinto di Cnosso a causa dell'elevata complessità della sua struttura. Più tardi (1200 a.C.) si ebbe la nascita e l'espansione della metallurgia a partire dall'Anatolia, in Medio Oriente. Sempre in Medio Oriente si ebbe la costruzione delle prime armi di assedio (700 a.C.), tra cui arieti d'assedio e scale per il superamento delle mura nemiche.
Il periodo che va approssimativamente dal 600 a.C. fino al 300 d.C. vede l'avvicendarsi di moltissime invenzioni e grandi opere di ingegneria da parte di ingegneri greci e romani, tra le quali:
- l'acquedotto di Eupalino, costruito nel 530 a.C. da Eupalino di Megara,[2]
- i piani urbanistici di Ippodamo (479 a.C.), utilizzati ad esempio nella costruzione della città di Mileto[2]
- la costruzione del templi di Agrigento (470 a.C.)[2]
- la costruzione della Via Appia (312 a.C.)[4]
- la costruzione del faro di Alessandria per opera di Sostrato di Cnido (280 a.C.)[4]
- l'invenzione della vite di Archimede da parte di Archimede di Siracusa (250 a.C.)[4]
- l'introduzione da parte dei romani dell'opera cementizia (100 a.C.),[4] precursore del calcestruzzo
- invenzione della cheiroballistra (102 d.C.), un'arma da getto utilizzata dall'esercito romano[4]
- la costruzione per ordine dell'imperatore Traiano del ponte di Alcántara, uno dei primi ponti ad arco (105 d.C.)[4]
- costruzione della Basilica di Santa Sofia da parte di Isidoro di Mileto e Antemio di Tralle (537 d.C.); notevole dal punto di vista ingegneristico è l'immensa cupola non supportata che sovrasta tale costruzione.[4]

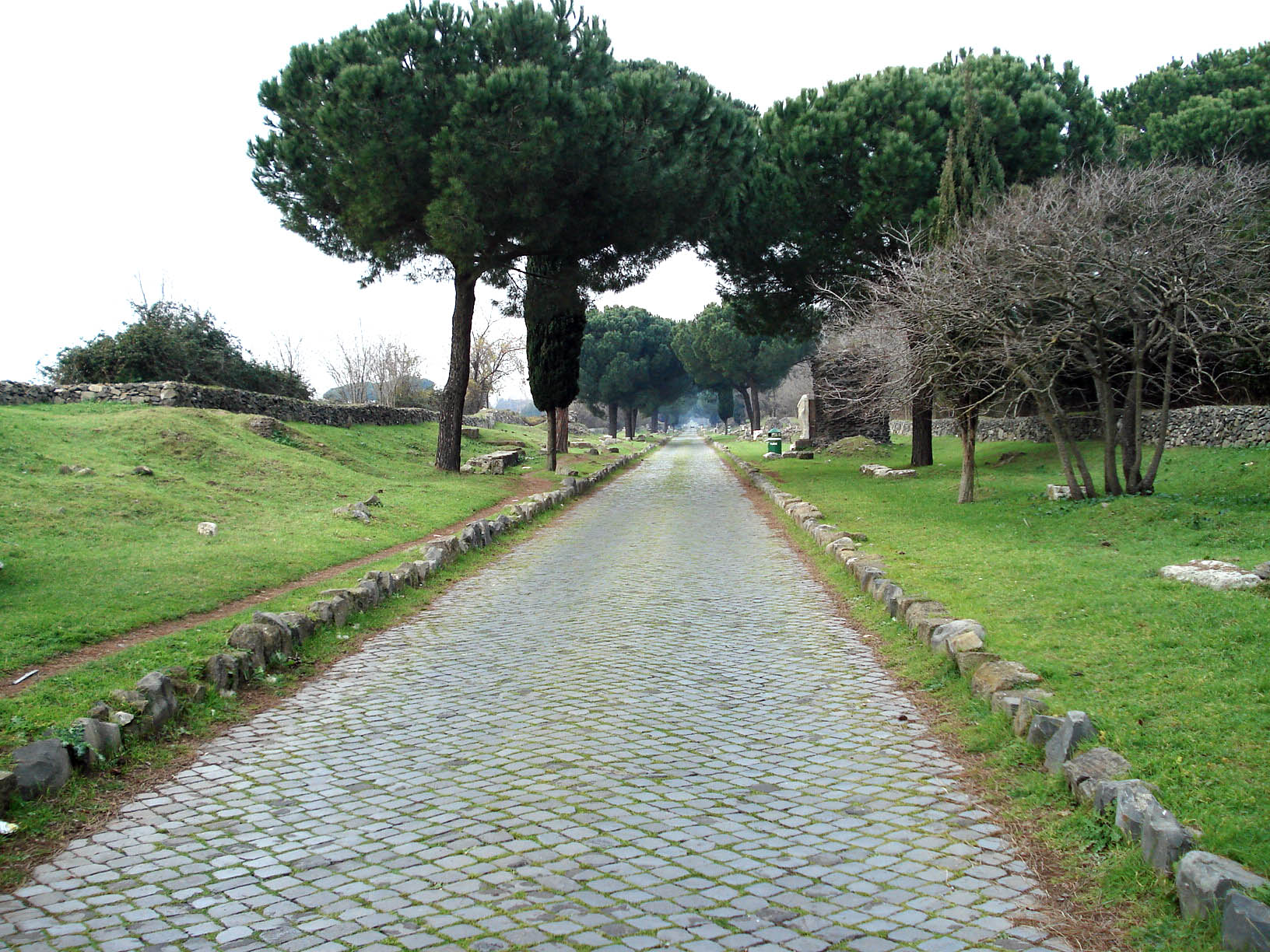
Scorcio di un tratto della Via Appia (312 a.C.)
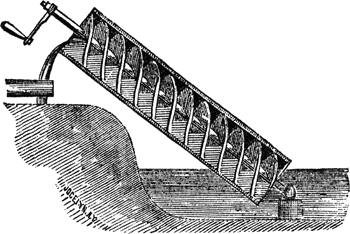
Vite di Archimede (250 a.C.)
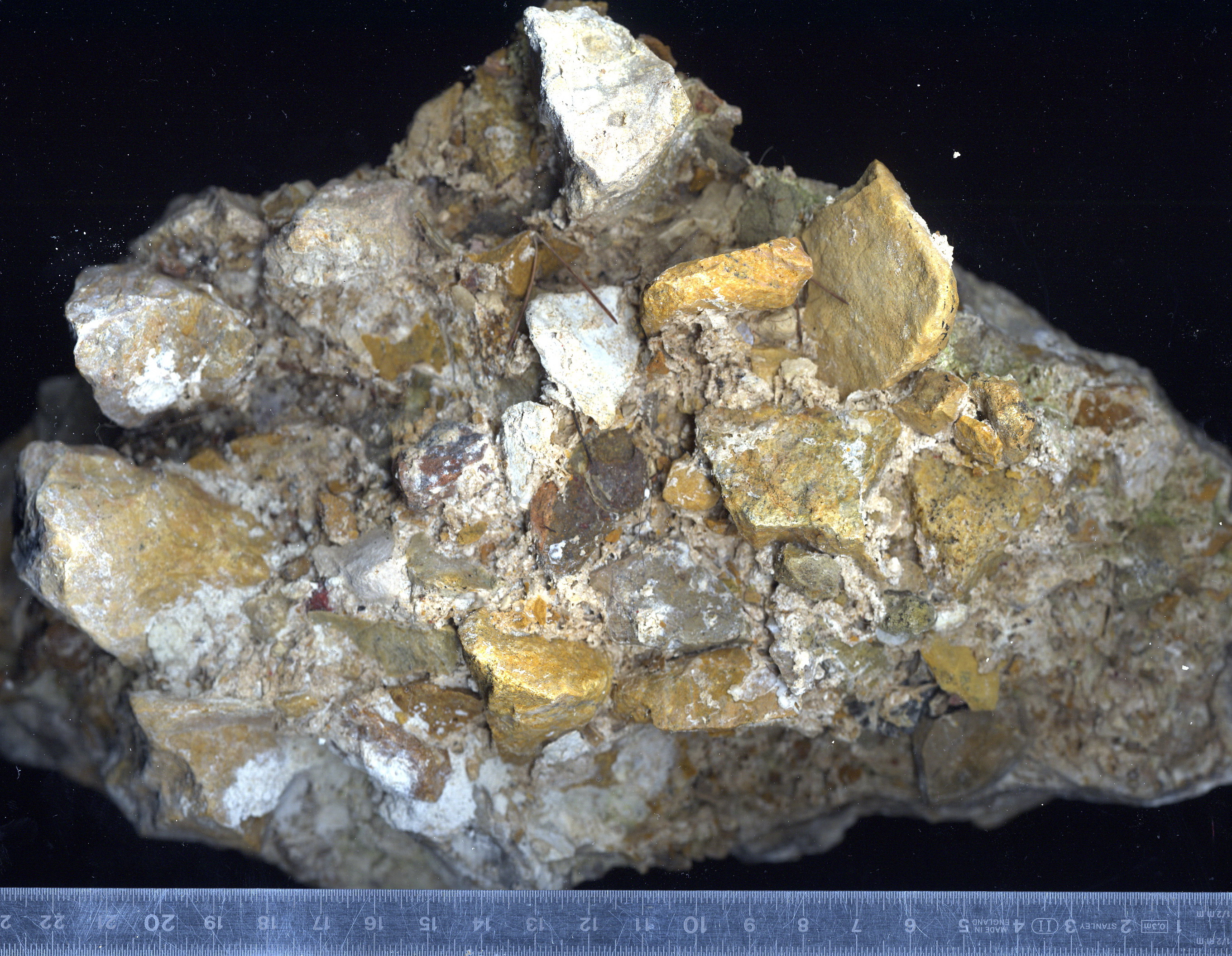
Opera cementizia (100 a.C.)
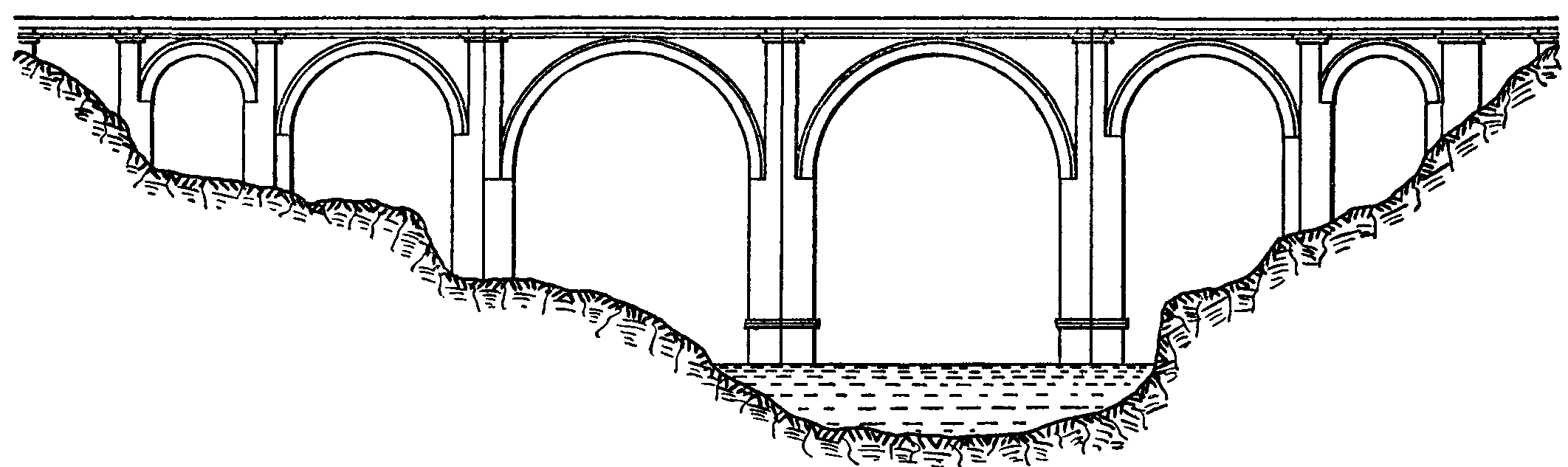
Disegno del ponte di Alcántara (105 d.C.)
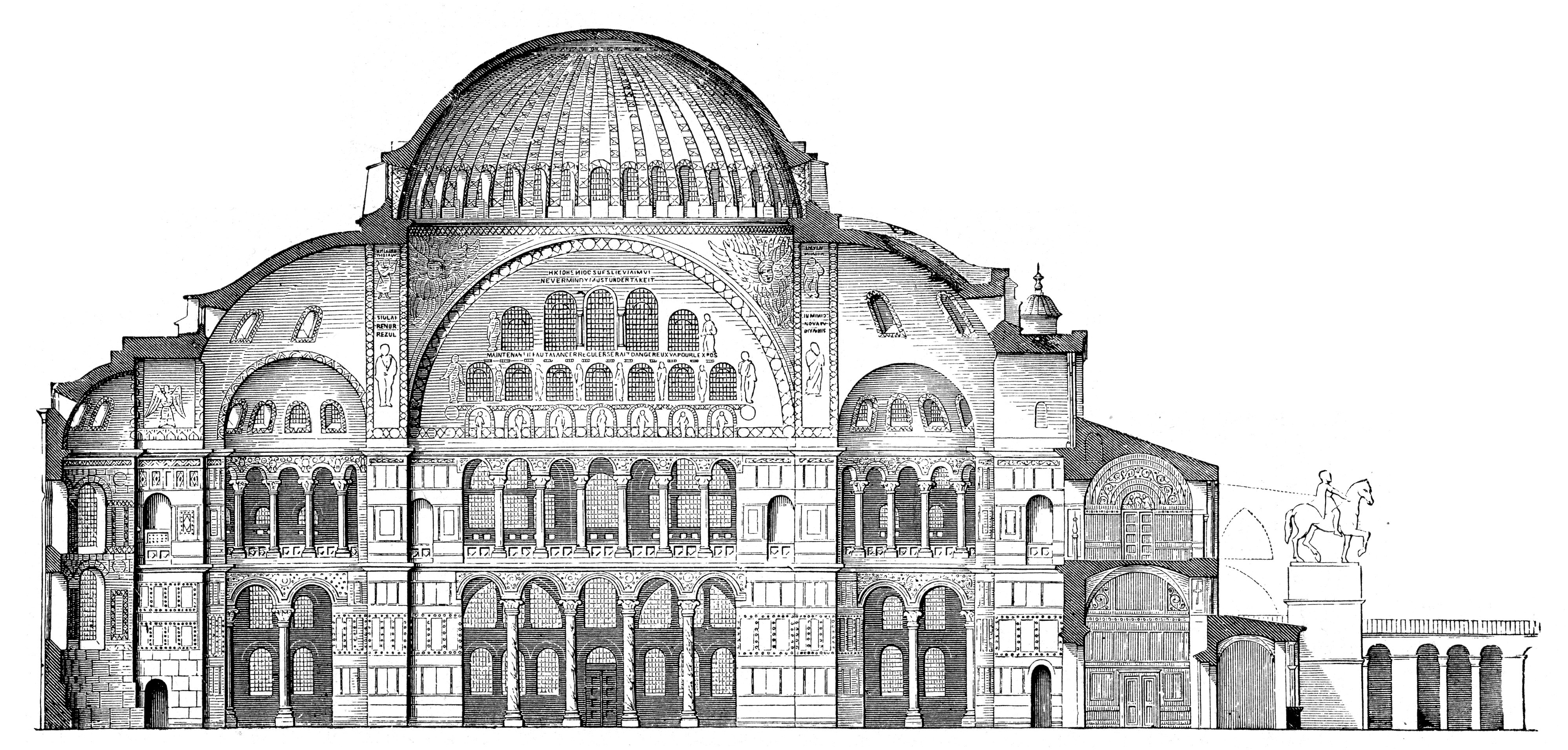
Sezione architettonica della Basilica di Santa Sofia (537 d.C.)

Oltre agli ingegneri romani e greci, anche gli ingegneri cinesi diedero un notevole contributo tecnologico; si ricorda a tale proposito l'ingegnere Zhang Heng, inventore di un avveniristico rivelatore di terremoti e di una sfera armillare azionata ad acqua. A lui è spesso attribuita l'invenzione di un particolare carro da guerra provvisto da un dispositivo che puntava sempre a sud,ricostruito successivamente dall'ingegnere Ma Jun (250 d.C.).

## Rinascimento e Illuminismo
In seguito al Medioevo, durante il quale non si ebbero importanti innovazioni nell'ambito dell'ingegneria, l'arrivo del periodo rinascimentale, con il fiorire di nuove ideologie, determinò un'improvvisa accelerazione del progresso tecnologico, soprattutto in Europa.
Al 1421 risale il primo brevetto industriale della storia dell'ingegneria, di proprietà di Filippo Brunelleschi e relativo al progetto di una particolare imbarcazione da trasporto dotata di congegni meccanici per agevolare il carico dei materiali. A lui si deve inoltre la realizzazione della cupola del duomo di Firenze, per la quale ideò diversi congegni per il sollevamento dei materiali.
A partire dal 1419, Mariano di Jacopo, detto "Il Taccola", realizzò una serie di manoscritti in cui sono raccolte diverse macchine idrauliche e macchine da guerra da lui ideate. Molto più numerosi e celebri sono i Codici realizzati intorno al 1500 da Leonardo da Vinci, che contengono un'enorme quantità di schizzi relativi a progetti di macchine volanti, macchine da guerra e altre invenzioni, molte delle quali dovettero aspettare diversi secoli prima di essere realizzate nella pratica, tra cui: l'ornitottero, il paracadute e il salvagente.
Nello stesso periodo Peter Henlein costruisce il Taschenuhr, uno dei primi orologi tascabili con funzionamento a molla. Seguirono altre importanti invenzioni nell'ambito dell'orologeria, tra cui l'orologio a pendolo di Christiaan Huygens (1656) e i meccanismi a molla e bilanciere ideati da Robert Hooke.
Notevoli progressi furono svolti anche nell'ambito dell'ottica, grazie alla realizzazione del primo microscopio multilente per opera di Hans e Zacharias Janssen (1590), al quale seguirono i primi telescopi di Hans Lippershey e Jacob Metius (ai quali si ispirò Galileo Galilei) e il telescopio riflettore di Isaac Newton (1668).
In questo periodo inoltre Blaise Pascal inventa il primo calcolatore (chiamato "pascalina" in suo onore), che permette di svolgere tutte e quattro le operazioni algebriche, precursore delle future calcolatrici.

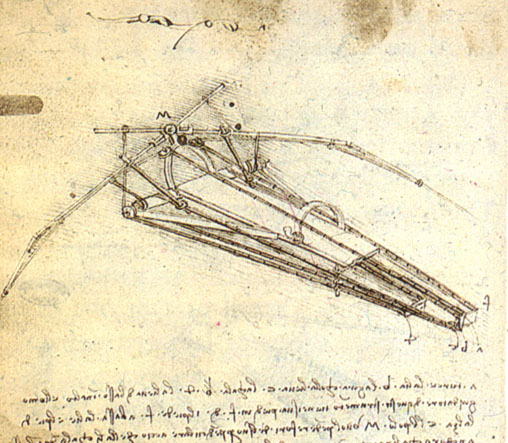
Ornitottero di Leonardo da Vinci (1488)
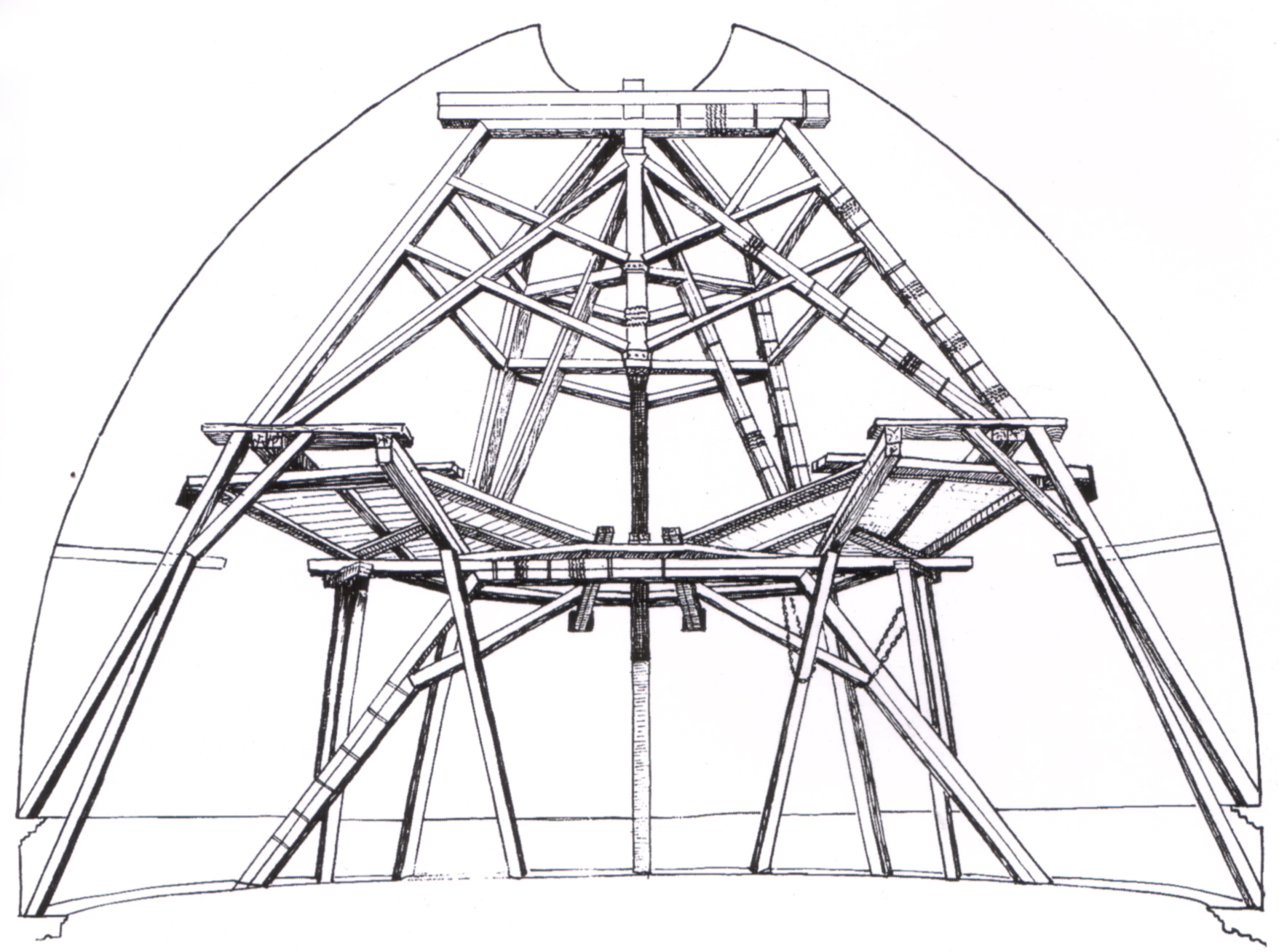
Ricostruzione dello schema di ponteggi utilizzati da Brunelleschi per la costruzione della cupola del duomo di Firenze
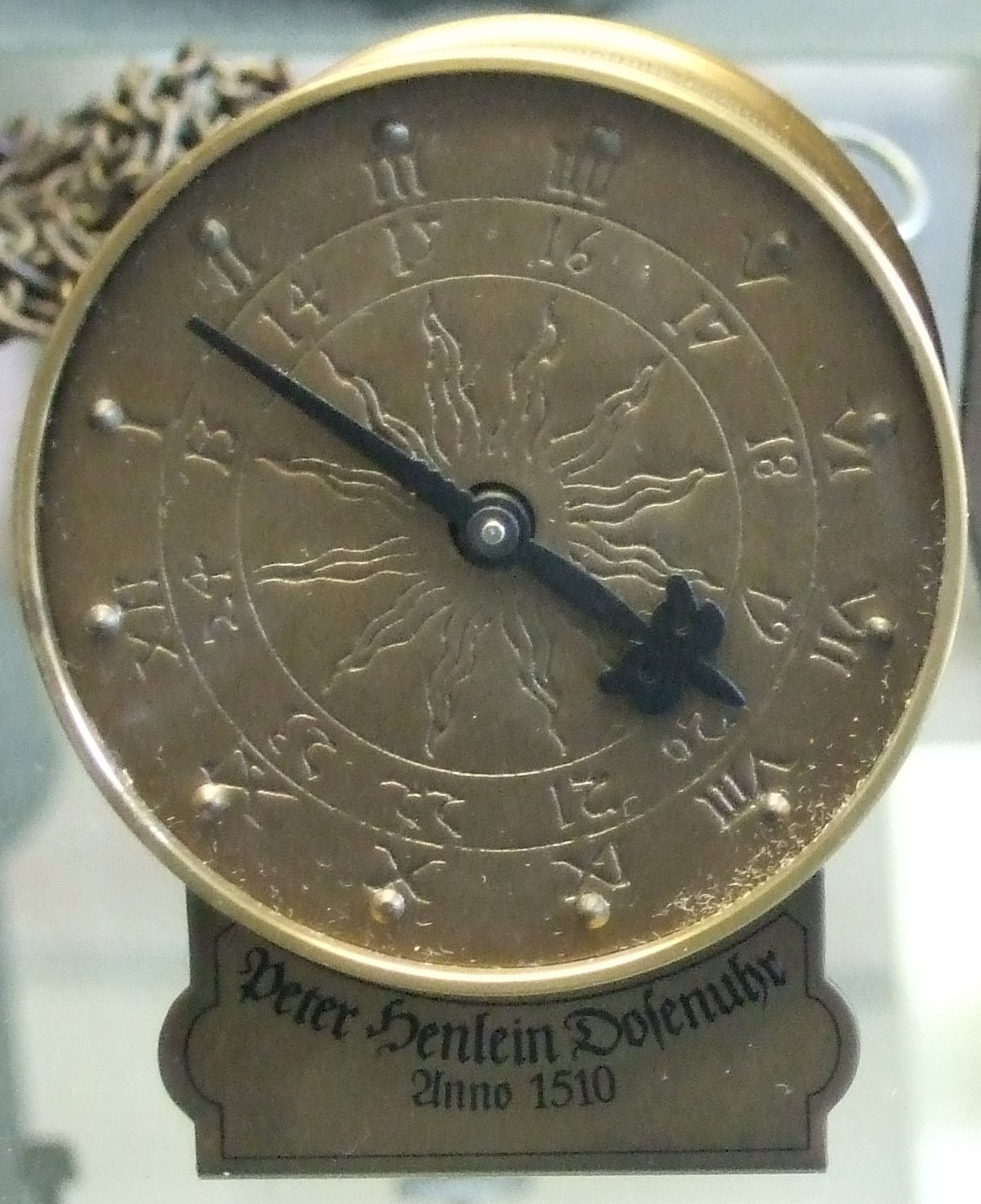
Un orologio tascabile costruito da Peter Henlein
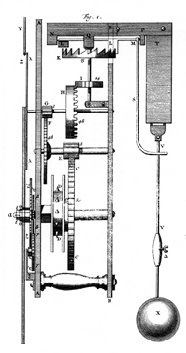
Vista in sezione di un orologio a pendolo realizzato da Christiaan Huygens (1658)
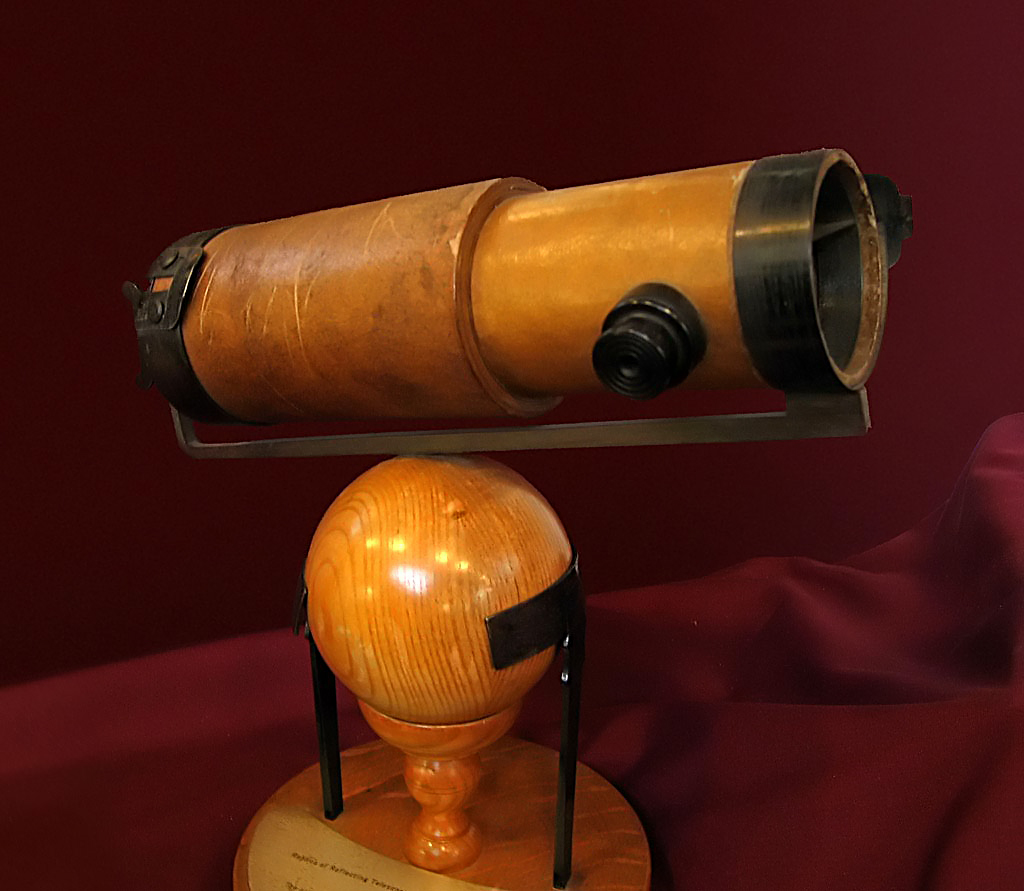
Replica del telescopio riflettore di Isaac Newton
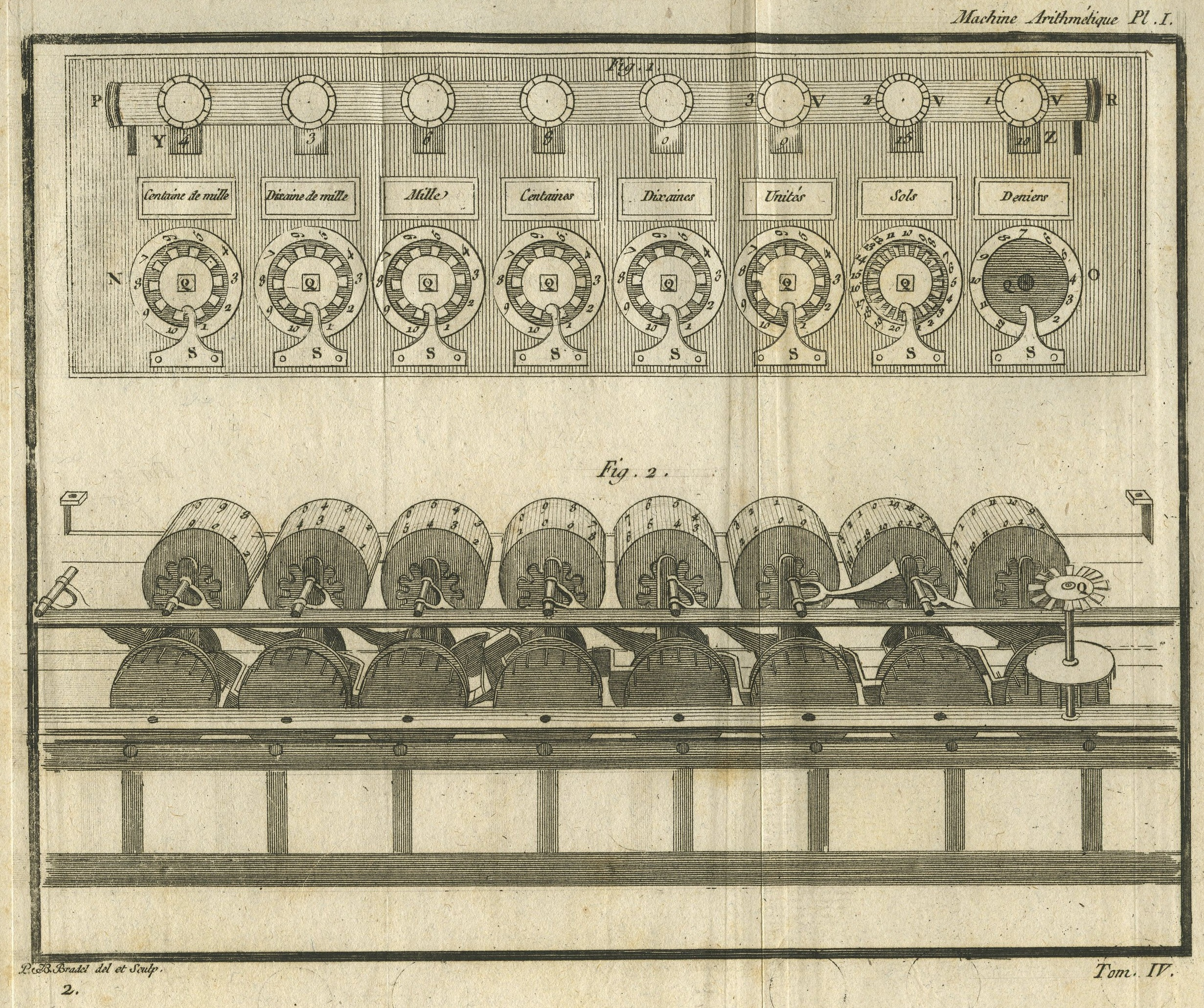
Vista frontale e meccanismi interni della pascalina

## Era industriale

### La prima rivoluzione industriale
In corrispondenza della fine del XVII secolo si prefigurano le premesse che porteranno alla Rivoluzione industriale. In particolare nel 1679 Denis Papin realizza la prima pentola a pressione dopo avere constatato che l'acqua raggiunge l'ebollizione a temperature più alte di 100 °C se viene riscaldata all'interno di un recipiente a pressione. da lì poco, lo stesso Papin inventò il suo primo motore a vapore (1690), che venne perfezionato dallo stesso Papin e da altri ingegneri (tra cui: Thomas Savery, Guillaume Amontons, Thomas Newcomen e John Calley). Il motore a vapore venne utilizzato inizialmente per pompare l'acqua fuori dalle miniere (1698) e per la locomozione di battelli a vapore (1705). Il motore a vapore fu ulteriormente migliorato nel 1776 da James Watt e venne utilizzato nel 1769 sul primo veicolo a vapore, realizzato da Joseph Nicolas Cugnot e nel 1801 sul primo veicolo a vapore su strada, realizzato da Richard Trevithick.
Nel frattempo importanti risultati furono raggiunti anche nell'ambito dell'industria tessile, grazie all'invenzione della spoletta per opera di John Kay e James Hargreaves (1730), che rese possibile l'apertura delle prime fabbriche del cotone in Inghilterra (1771) e negli Stati Uniti (1789).

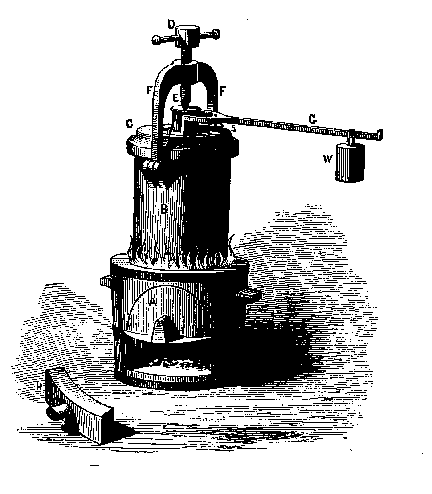
Pentola a pressione di Papin
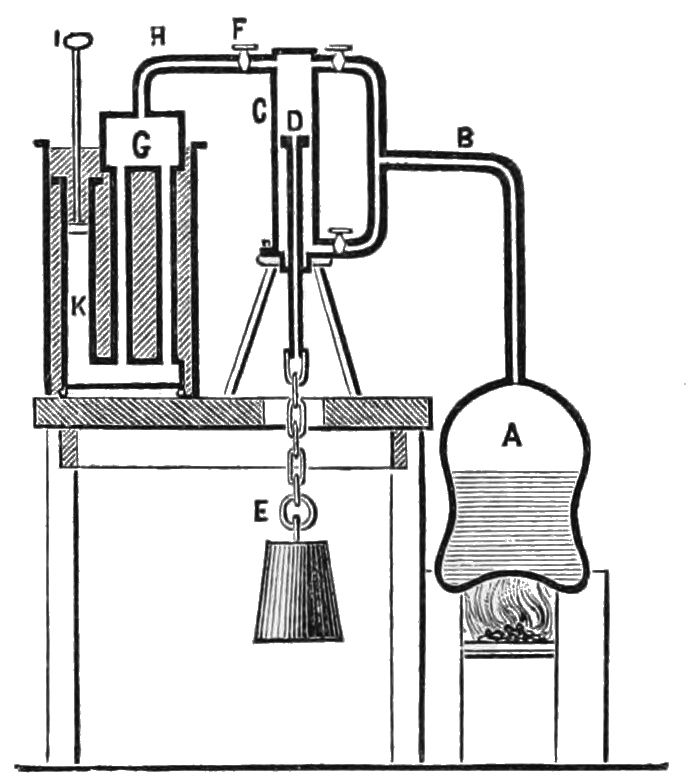
Schema di funzionamento della macchina a vapore di Watt
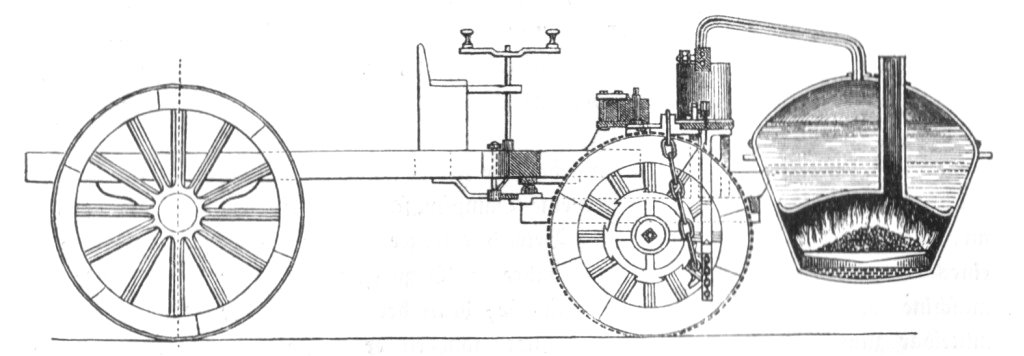
Carro di Cugnot
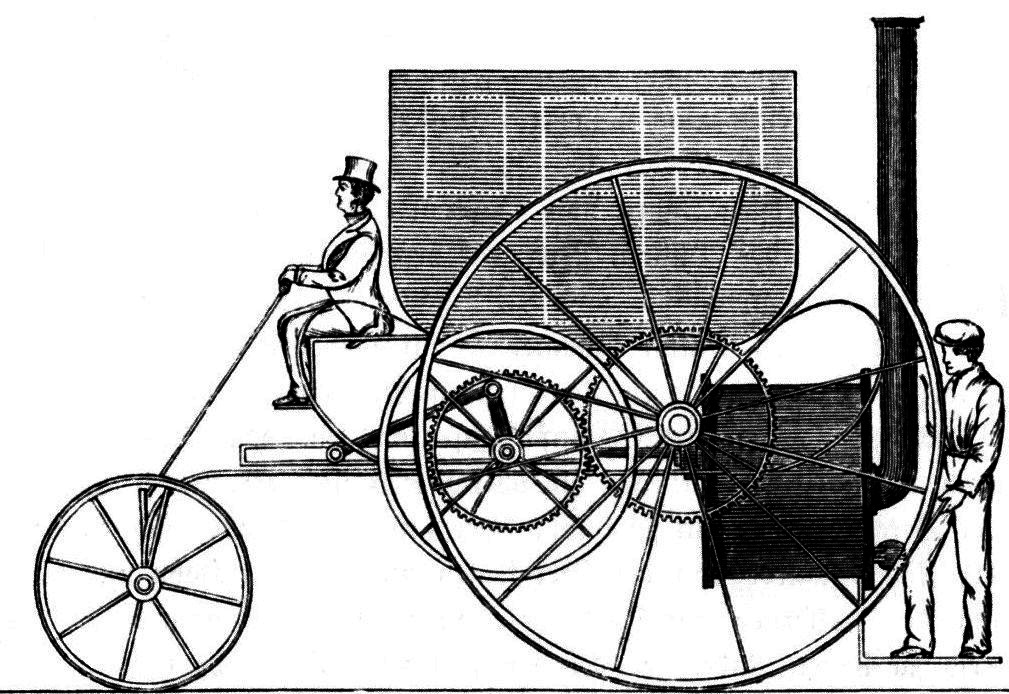
Veicolo a vapore su strada di Richard Trevithick

Altre importanti invenzioni della rivoluzione industriale sono:
- la macina meccanizzata di Oliver Evans per la produzione di farina (1788)[8]
- la pila di Alessandro Volta (1800)[8]
- la prima ferrovia, realizzata da George Stephenson (1825)[9]
- il primo elettromagnete, costruito da William Sturgeon (1826)[10]
- la prima rudimentale mietitrebbiatrice, inventata da Cyrus McCormick (1831)[9]
- la prima pistola a sei colpi, realizzata nel 1836 da Samuel Colt ispirandosi all'idea di Elisha Collier del 1818[9]
- il primo dirigibile, progettato da Henri Giffard (1852).[10]

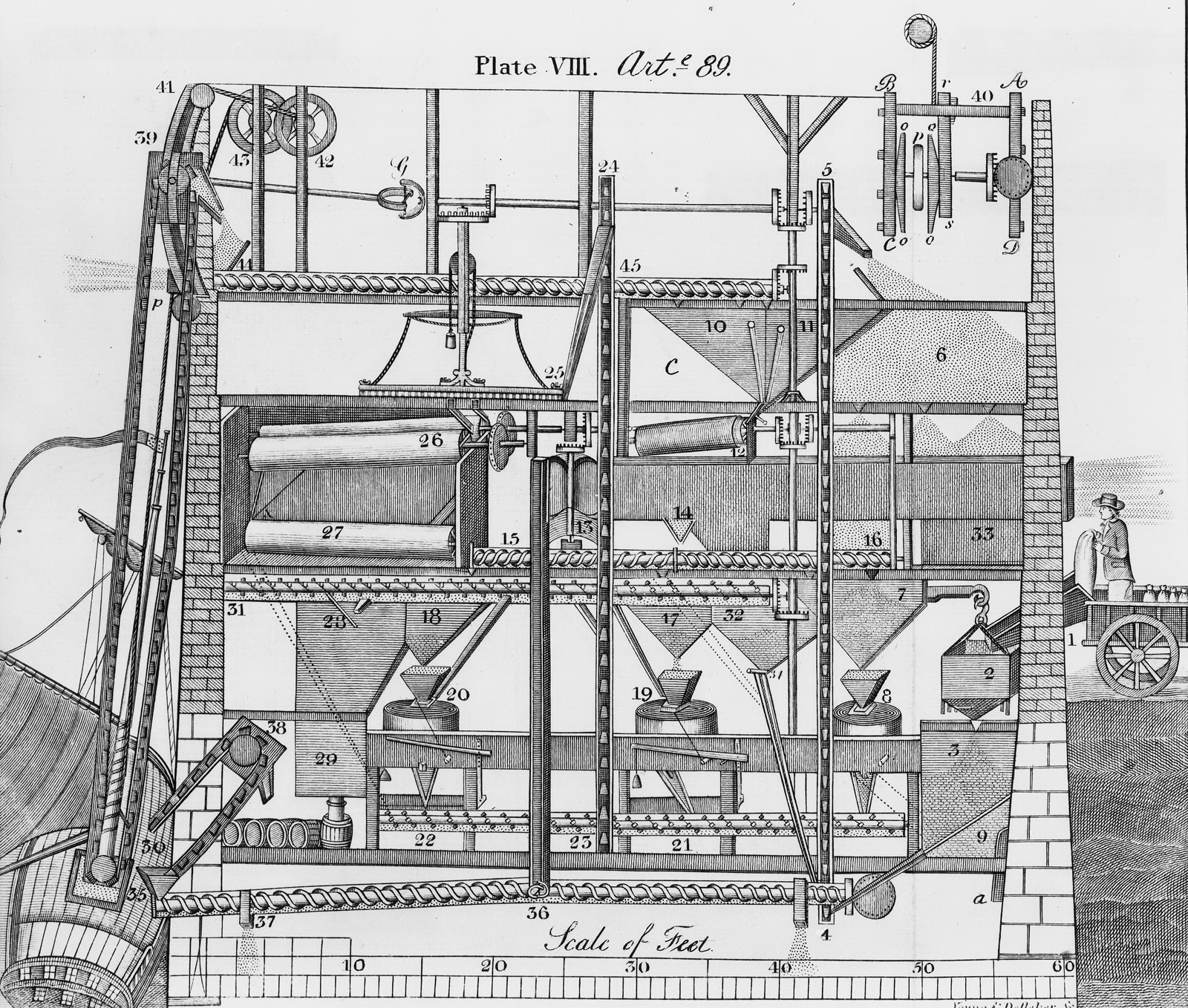
Macina meccanizzata di Oliver Evans
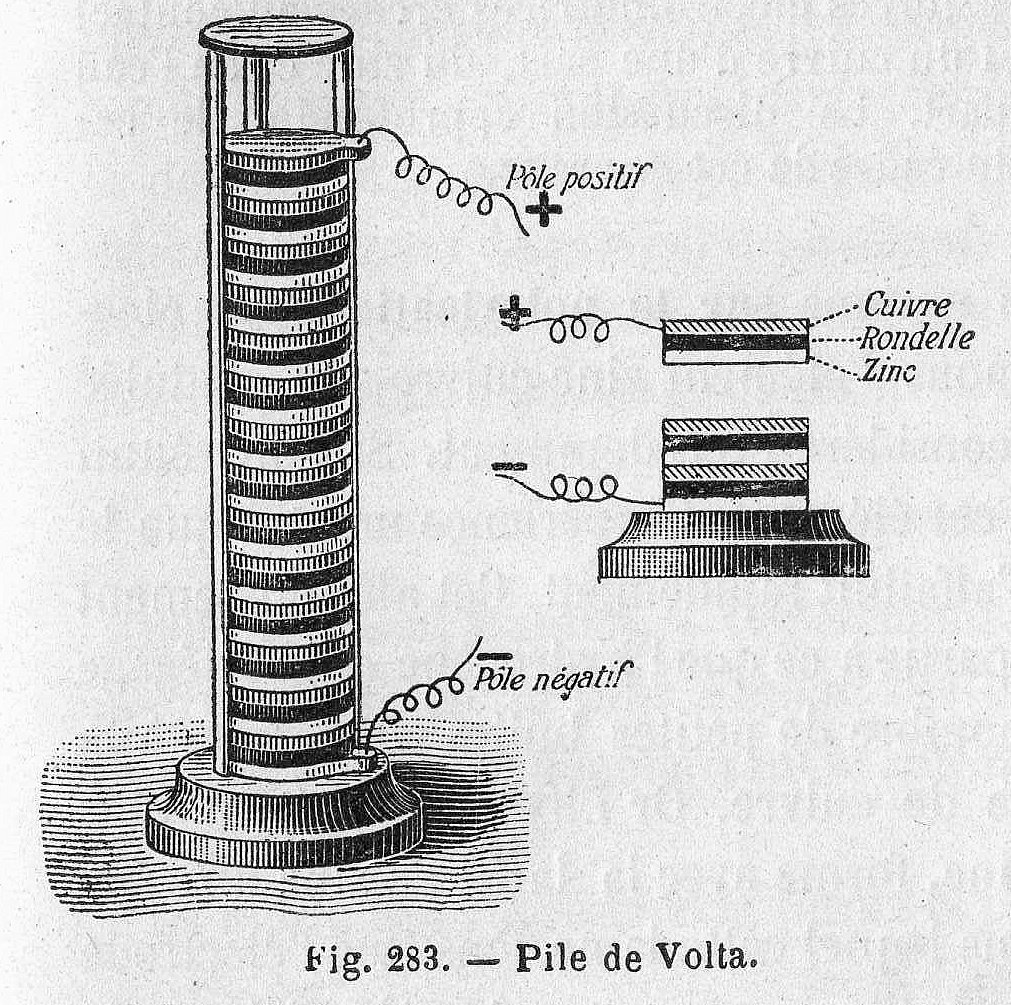
La pila di Volta
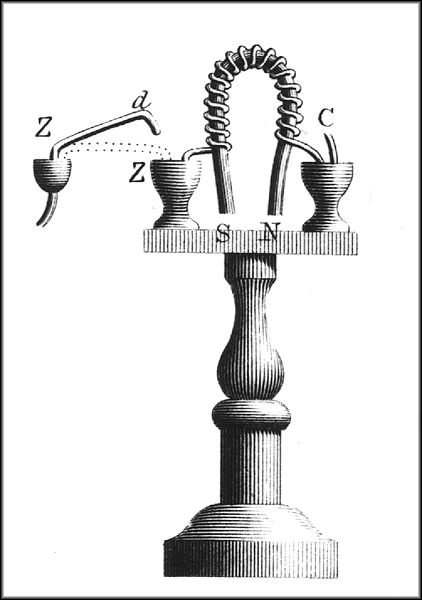
L'elettromagnete di Sturgeon
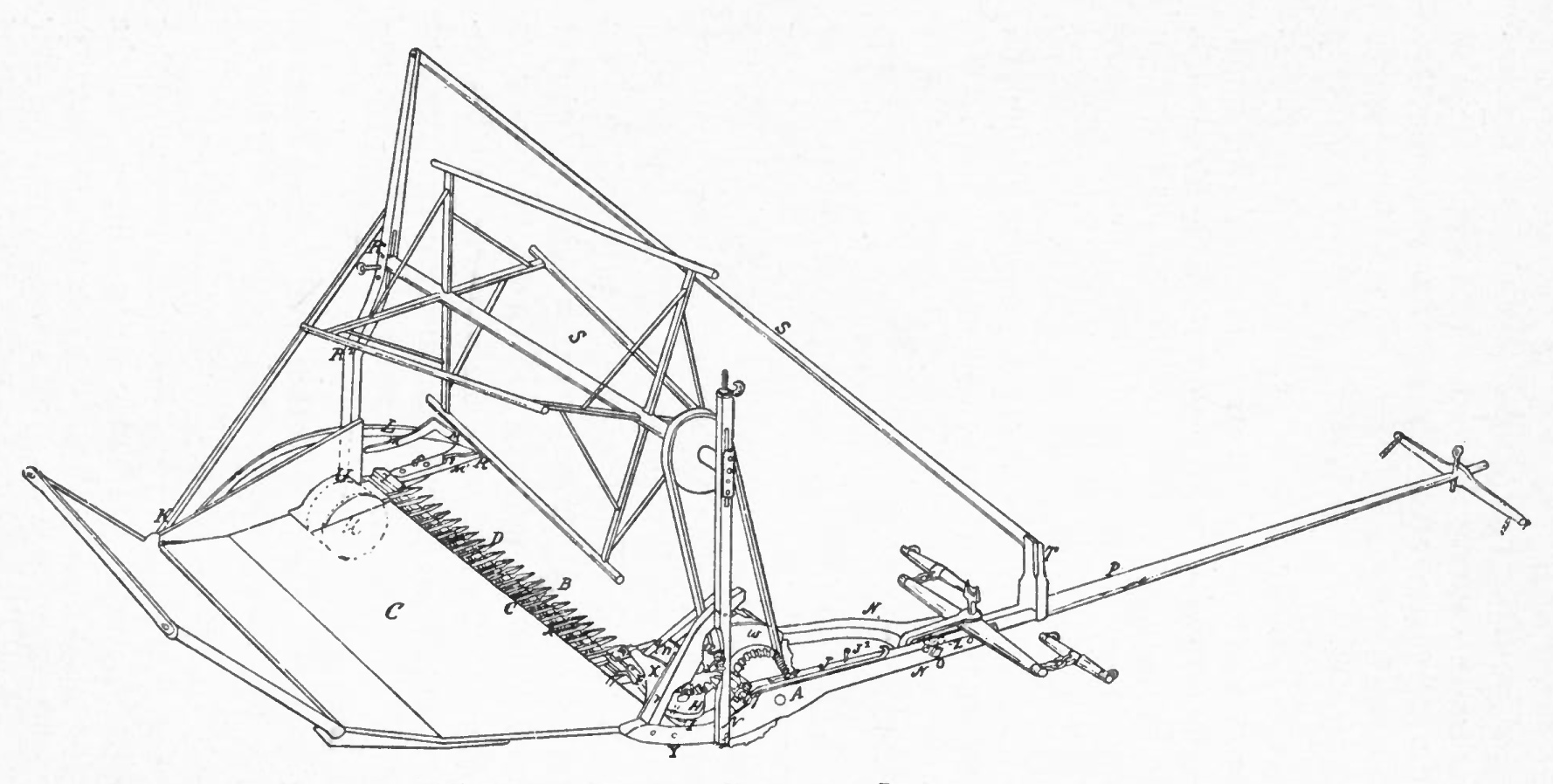
Mietitrebbiatrice di Cyrus McCormick
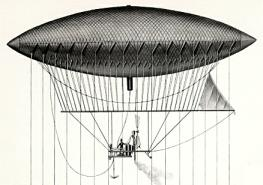
Dirigibile di Henri Giffard

### La seconda rivoluzione industriale
Il periodo che va dalla metà fino alla fine del XIX secolo è chiamato "seconda rivoluzione industriale". Tale periodo è contraddistinto da una maggiore disponibilità delle materie prime a causa delle conquiste coloniali da parte degli stati europei; dall'altra parte, si assistette a un incremento dell'uso dell'acciaio, da una parte grazie all'invenzione del calcestruzzo armato (nato nel 1849 dalle ricerche di Joseph Monier e François Coignet) e dall'altra parte grazie all'invenzione del convertitore Bessemer (introdotto da Henry Bessemer nel 1855) che permise la produzione di un maggiore quantitativo di acciaio. Vennero costruiti la nave a vapore più grande del mondo ("Great Eastern" progettata nel 1858 da Isambard Kingdom Brunel) e il primo ponte di calcestruzzo armato (progettato nel 1875 da Joseph Monier). In seguito allo sviluppo dell'acciaio e del calcestruzzo armato, gli edifici crescono sempre più in altezza: nasce così l'ascensore, progettato dall'ingegnere Elisha Otis e utilizzato per la prima volta a New York nel 1857. Il continuo sviluppo dell'uso nell'acciaio nelle costruzioni sfociò con la costruzione della Tour Eiffel, costruita da Gustave Eiffel in commemorazione dell'Expo 1889 che si tenne a Parigi.
Nel 1860 ebbe inizio lo sviluppo della telefonia grazie a Johann Philipp Reis, inventore del predecessore del telefono. Seguì nel 1876 l'invenzione del telefono propriamente detto da parte di Alexander Graham Bell.
Notevole fu anche lo sviluppo delle applicazioni nell'ambito dell'elettricità e dell'elettromagnetismo, grazie all'invenzione della lampadina nel 1879 da parte di Thomas Edison e all'invenzione del motore a corrente alternata inventato nel 1882 da Nikola Tesla. A Tesla si deve anche la costruzione del primo impianto idroelettrico, situato nelle cascate del Niagara (1895).

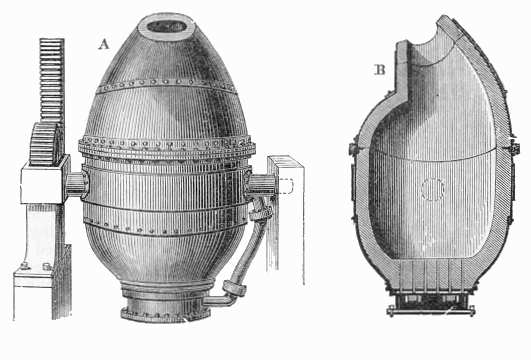
Convertitore Bessemer
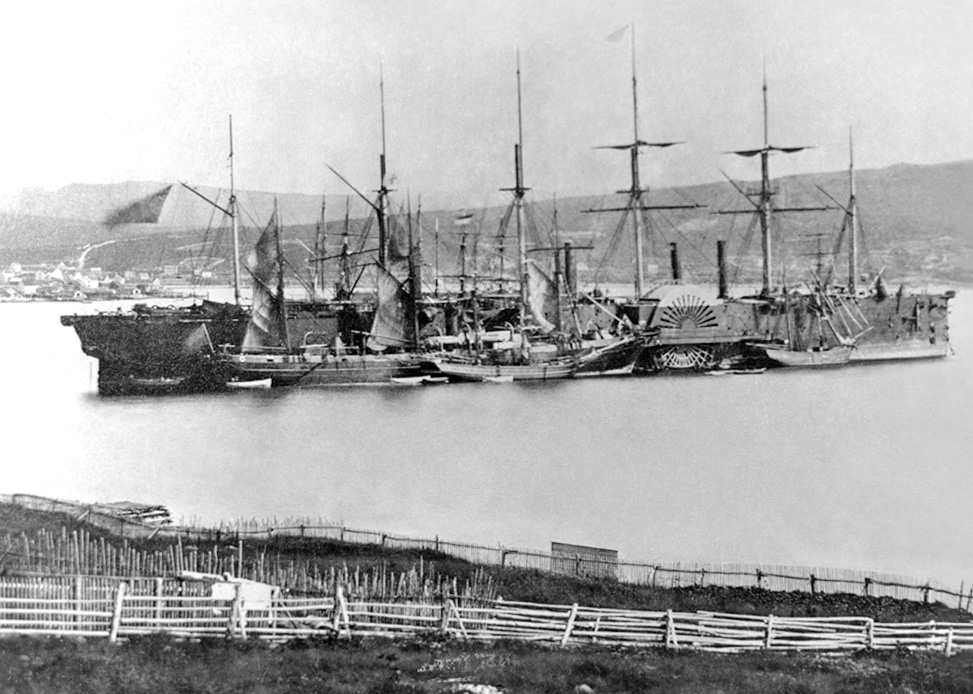
Great Eastern
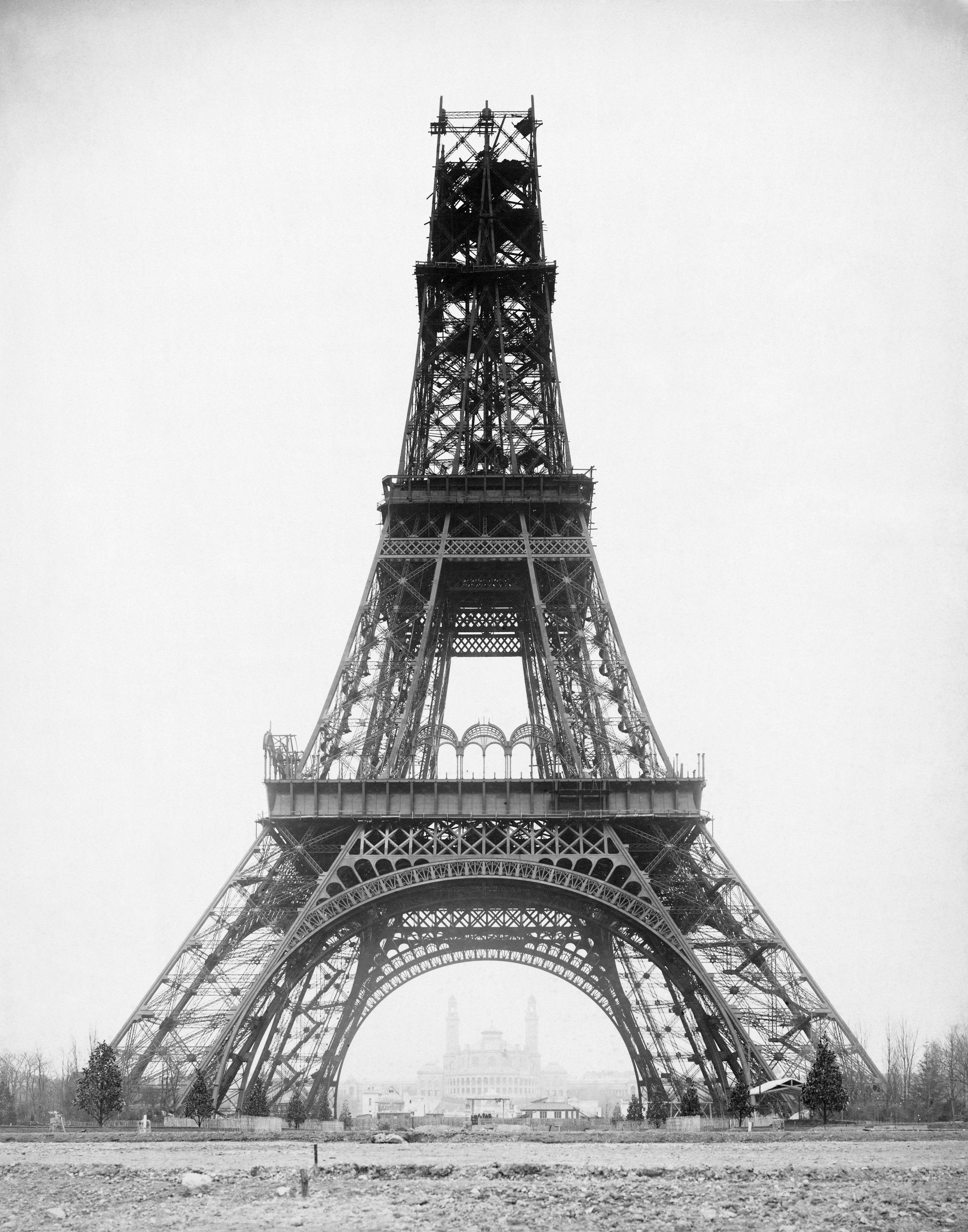
La Tour Eiffel durante la sua costruzione

### La terza rivoluzione industriale
La terza rivoluzione industriale è rappresentata da un'accelerazione dello sviluppo tecnologico in concomitanza della seconda metà del '900. Durante tale periodo si ha l'avvio della corsa allo spazio grazie allo Sputnik 1, il primo satellite artificiale della storia. La corsa allo spazio, che vide come partecipanti gli USA e l'URSS, continuò a un ritmo incalzante, fino allo sbarco dell'uomo sulla Luna: tale traguardo fu raggiunto nel 1969 dagli Stati Uniti in corrispondenza della missione spaziale denominata Apollo 11, a cui parteciparono gli astronauti Neil Armstrong, Buzz Aldrin e Michael Collins.

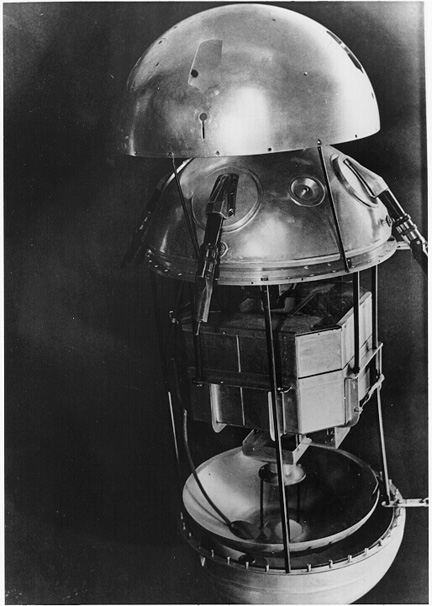
Parti interne dello Sputnik 1
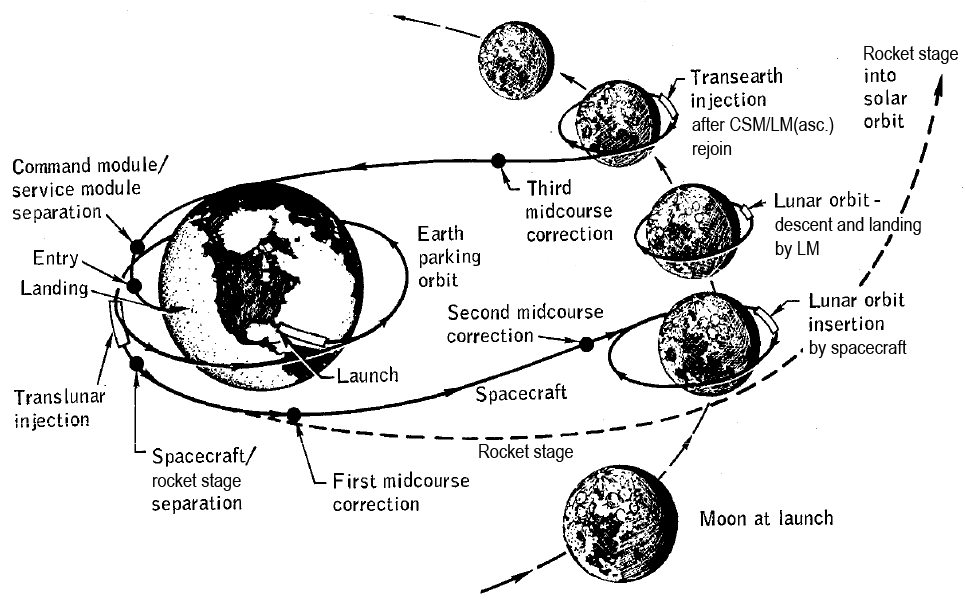
Descrizione delle fasi della missione Apollo 11

## Il ruolo delle donne nell'ingegneria
Nel contesto dell'ingegneria del XX secolo, l'irlandese Alice Perry (1906) e la romena Elisa Leonida Zamfirescu (1912) sono considerate fra le prime donne al mondo a ottenere una laurea in ingegneria.